# Bundesstraße 215
Die Bundesstraße 215 (Abkürzung: B 215) führt in Niedersachsen von der südlichen Grenze zu Nordrhein-Westfalen kurz vor Minden nordwärts bis zur Kreisstadt Rotenburg (Wümme), die zwischen Bremen, Hannover und Hamburg liegt.

## Geschichte
Die Landstraße zwischen Nienburg und Verden wurde 1849 gebaut.

## Verlauf
Die Bundesstraße 215 beginnt an der B 61 nahe der Ortschaft Kreuzkrug zwischen Petershagen und Uchte. In ihrem ersten Abschnitt führt sie an der niedersächsisch/nordrhein-westfälischen Landesgrenze entlang. Vor Stolzenau biegt sie nach Osten ab und führt gemeinsam mit der Bundesstraße 441 über die Weser nach Leese.
Von dort verläuft die B 215 nun immer in nördlicher Richtung durch die Mittelweserregion unweit der Weser bis in die Kreisstadt Nienburg/Weser (35 km). Hier wird sie nicht mehr durch die Stadtmitte, die sie früher von Süd nach Nord durchquerte, sondern parallel zur B 6/B 214 über die Anschlussstelle Nienburg-Mitte geführt. In Zukunft soll der Abschnitt aus den nördlichen Stadtteilen auf eine Umfahrung verlegt werden.
Es geht weiter nordwärts entlang der Weser, die nächste größere Stadt ist die Kreisstadt Verden, bekannt durch ihre Pferdezuchten und Rinderzucht (70 km), wo die B 215 die Aller überquert und Anschluss an die A 27 hat. Von dort geht es weiter in nordöstlicher Richtung bis in die dritte Kreisstadt Rotenburg (Wümme), wo sie durch die Innenstadt und über die Wümme führt und an der Nordumgehung mit den Bundesstraßen B 71 und B 75 endet.
Die Gesamtlänge der B 215 beträgt 96 km.
Die B 215 führt auf Teilstrecken die Beinamen folgender Ferienstraßen:
- Deutsche Märchenstraße (Nienburg-(Hoya)-Verden)
- Westfälische Mühlenroute (Harrienstedt)
- Niedersächsische Spargelstraße (Hassel-Verden und Nienburg-Stolzenau)

### Durchquerte Landkreise
- Bundesland Niedersachsen
  - Landkreis Nienburg/Weser
  - Landkreis Verden
  - Landkreis Rotenburg (Wümme)

### Überquerte Flüsse
- Weser, bei Stolzenau
- Aller, in Verden
- Wiedau und Wümme, in Rotenburg